# Camilla Collett
Camilla Collett, (Kristiansand, Noruega, 23 de janeiro de 1813 — Kristiania, hoje Oslo, 6 de março de 1895) foi uma escritora norueguesa, muitas vezes referida como a primeira feminista norueguesa. Ela também era a irmã mais nova do poeta norueguês Henrik Wergeland, e é reconhecida como uma das primeiras contribuições ao realismo na literatura norueguesa. Seu irmão mais novo era o major-general Joseph Frantz Oscar Wergeland. Ela se tornou um membro honorário da Associação Norueguesa para os Direitos da Mulher quando a associação foi fundada em 1884.